# Reconhecimento de Objetos e Teoria dos Geons
Reconhecimento de objetos é o processo que envolve desde a análise de propriedades físicas básicas do estímulo visual até a categorização simbólica e a representação hierárquica em diferentes níveis do sistema visual humano. Modelos clássicos, como o template matching e a teoria da integração de características, explicam estágios iniciais do processamento, enquanto abordagens simbólicas (Teoria dos Geons) e conexionistas como o Neocognitron, o modelo HMAX e redes neurais profundas aprofundam a compreensão da invariância e robustez no reconhecimento de objetos.
Diversas evidências psicofísicas e neurofisiológicas obtidas via paradigmas de apresentação rápida, eye tracking, fMRI e registros intracranianos fornecem evidências sobre a robustez desses modelos e ressaltam desafios no reconhecimento de formas deformáveis e viewpoint‑dependent.

## 1. Visão de Marr e Princípios Iniciais
David Marr, em Vision (1982),  propôs uma estrtutura hierárquica do processamento visual que é divida em três níveis de representação:
- Rascunho primário: análise de bordas, contraste e orientação[1];
- Rascunho 2½-D: codificação da profundidade e da orientação de superfícies visíveis[1];

- Modelo 3D: representação tridimensional do objeto, independente da posição do observador.[1]

Segundo Marr, esse arcabouço permite a dissociação entre propriedades físicas como geometria, luminância e ponto de vista, influenciando modelos computacionais de visão e algoritmos atuais de percepção artificial.
A obra de Marr foi fundamental por formalizar a visão como um processo computacional, influenciando tanto a neurociência (ao propor correspondências entre esses estágios e a fisiologia visual) quanto a visão computacional, servindo de base para algoritmos de reconhecimento de objetos

## 2. Processamento de Características Iniciais

### 2.1 Campos Receptivos Corticais
No córtex visual primário (V1), encontramos não apenas as clássicas células “simples” e “complexas” de Hubel e Wiesel, mas também as ditas células muito complexas, especializadas em perceber o comprimento de traçados e junções críticas, essenciais para definir cantos e intersecções entre componentes básicos.
Observa-se que as respostas de uma célula simples podem ser moduladas pelo conjunto de neurônios vizinhos, via um processo conhecido como normalização segmentadora. Nesse modelo, proposto por Carandini e Heeger, a saída de cada neurônio é dividida pela soma de atividades circundantes, o que explica a saturação de contraste, a supressão lateral e a invariância parcial a mudanças de luminância ou textura.

### 2.2 Template Matching
Este modelo de template matching (conexão por moldes)  supõem a comparação direta entre o estímulo retiniano e um repositório de padrões memorizados, mas falham em explicar regularidade a rotação, escala e oclusão parcial.
Para um exemplo desse modelo basta imaginar que você tenha um molde interno da letra "A". Quando vê essa letra em uma página, o cérebro tenta encaixar a imagem visual recebida no molde correspondente. Se as formas coincidirem, o reconhecimento é bem-sucedido.

### 2.3 Teoria da Integração de Características
Proposta por Anne Treisman em 1986, essa teoria defende que características elementares (cor, orientação, movimento) são processadas em paralelo e agrupadas pela atenção focal, Embora eficaz na explicação de buscas visuais simples e da percepção de features, a teoria não explica o reconhecimento de objetos complexos e tridimensionais. Ainda assim, o trabalho de Treisman teve grande impacto no campo, tornando nítido  o papel crucial da atenção na percepção visual e influenciando modelos computacionais que simulam a detecção e combinação de features na visão computacional.

## 3. Teoria dos Geons (Recognition‑by‑Components)
Formulada por Irving Biederman no ano de 1987, a Teoria dos Geons argumentou que objetos são decompostos em unidades geométricas batizadas de geons, que seriam as formas volumétricas básicas como cilindros, blocos, cones e arcos. Cada um deles são definidos por propriedades "não acidentais" que permanecem invariáveis mesmo sob mudança de perspectiva, possibilitando o reconhecimento mesmo com oclusão parcial, rotação ou escala. 
Foram identificados cerca de 36 geons distintos pelo autor, que supostamente quando combinados, seria o suficiente para descrever uma grande porção dos objetos do nosso dia a dia.
Experimentos com apresentação rápida (~200 ms) revelaram que a eliminação de junções críticas entre geons reduz significativamente a precisão do reconhecimento (de cerca de 70% para 20%), demonstrando a importância dessas estruturas na percepção visual.

## 4. Modelos Conexionistas e Hierárquicos

### 4.1 Neocognitron
Elaborado por Kunihiko Fukushima em 1980 o Neocognitron é um modelo de rede neural que trem como objetivo explicar como o sistema de visual pode ser capaz de reconhecer padrões visuais de maneira robusta
Estrutura do modelo
O Neocognitron possui uma arquitetura hierárquica composta por camadas alternadas de dois tipos de unidades:
- Células S (simples): detectam padrões locais específicos, como bordas e orientações. São responsáveis pela extração de características de baixo nível, semelhantes às células simples do córtex V1.[4]
- Células C (complexas): agregam informações das células S vizinhas, tornando a resposta invariante a pequenas translações do estímulo no campo visual, de forma análoga às células complexas do córtex visual[4]

desenvolveu o Neocognitron, uma rede neural auto‑organizável inspirada na hierarquia cortical, capaz de reconhecer padrões mesmo com deslocamentos positionais do estímulo.
Essas camadas S e C se repetem sucessivamente, com cada estágio superior capturando padrões cada vez mais complexos e abstratos. Ao final da hierarquia, o Neocognitron consegue formar representações invariantes e discriminativas de objetos ou caracteres, mesmo quando estes aparecem deslocados, rotacionados ou com ruído.
Vale ressaltar também que o modelo é auto-organizável, sendo assim, ele apresende sem necessidade de supervisão direta, ele ajusta suas conexões com base na exposição a diversos exemplos.

### 4.2 HMAX
Essse modelo foi proposto por Markus Riesenhuber e Tomaso Poggio em 1999 como uma forma de tentar modelar computacionalmente o processo de reconhecimento de objetos no córtex visual de primatas. HMAX é composto por camadas alternadas de dois tipos de unidades, sendo elas a simples (S) e complexas (C), replicando invariâncias de neurônios do córtex inferotemporal.
As unidades S funcionam como sensores de características locais, como linhas e bordas em orientação determinada. Cada camada S aumenta a complexidade da representação combinando os padrões detectados nas camadas anteriores. Já as unidades C junta as saídas de múltiplas unidades S "vizinhas", produzindo a invariância espacial.
Apesar de sua robustez, o HMAX é um modelo essencialmente estático e supervisionado: ele depende de templates pré-definidos para reconhecer classes de objetos, ao contrário de redes profundas atuais que aprendem representações automaticamente por meio de grandes volumes de dados.

### 4.3 Aprendizado Profundo
O aprendizado profundo (deep learning) é uma subárea do aprendizado de máquina. Essa abordagem revolucionou o reconhecimento de objetos tanto na visão computacional quanto na compreensão dos mecanismos neurais da percepção visual.

#### Estrutura e funcionamento
As redes neurais profundas, especialmente as CNNs, funcionam como sistemas que aprendem a ver. Elas recebem imagens em formato bruto (como pixels) e, por meio de várias camadas, vão reconhecendo padrões — como bordas, formas e texturas — até conseguirem identificar objetos completos. 
Esse processo envolve três etapas principais: detectar detalhes, simplificar a imagem e, por fim, juntar tudo para classificar o que foi visto. O mais interessante é que elas aprendem tudo isso sozinhas, a partir de grandes quantidades de dados, sem depender de regras pré-definidas como geons ou moldes visuais.

#### Conexão com a neurociência
Pesquisas mostram que essas redes se comportam de forma parecida com o cérebro. Estudos como os de Yamins e DiCarlo (2016) revelam que os padrões que essas redes aprendem se alinham com as respostas de áreas visuais do nosso córtex, como V4 e IT. Assim, além de eficazes em reconhecer objetos, essas redes ajudam também a entender como nós mesmos enxergamos o mundo.

## 5. Evidências Psicofísicas e Neurais

### 5.1 Invariância Viewpoint‑Dependent
Pesquisas de Tarr e Bülthoff mostraram que abordagens baseadas em imagens específicas de vista dependem fortemente da perspectiva, ao invés de abstrações totalmente invariantes, o sistema visual do ser humano pode ser capaz de utilizar determinadas "vistas" armazenadas na memória, reconhecendo objetos ao comparar imagens visuais atuais com representações em 2d já vistas antes.
Isso desafia modelos como o de Biederman, sugerindo abordagens complementares entre representação simbólica e múltiplas vistas.

### 5.2 Representações Neurais Distribuídas
No córtex visual primário (V1), encontramos não apenas as clássicas células “simples” e “complexas” de Hubel e Wiesel, mas também as ditas células hipercomplexas, especializadas em perceber o comprimento de traçados e junções críticas, essenciais para definir cantos e intersecções entre geons.
Percebe-se, ainda, que as respostas de uma célula simples podem ser moduladas pelo conjunto de neurônios vizinhos, via um processo conhecido como normalização divisiva. Nesse modelo, proposto por Carandini e Heeger, a saída de cada neurônio é dividida pela soma de atividades circundantes, o que explica a saturação de contraste, a supressão lateral e a invariância parcial a mudanças de luminância ou textura.

## 6. Desafios e Perspectivas Futuras
Apesar dos avanços teóricos e computacionais, o reconhecimento de formas deformáveis e sob condições adversas de iluminação continua desafiador, demandando integração de abordagens simbólicas e conexionistas. Futuras investigações unem neuroimagem de alta resolução, modelagem dinâmica e realidade aumentada para mapear de modo mais preciso as interações entre níveis de processamento visual.

## Ver Também
- Percepção Visual
- Psicofísica